# 19. San-marinesisches Kabinett
Das 19. Kabinett setzte sich aus Partito Comunista Sammarinese (PCS), Partito Socialista Unitario (PSU) und Partito Socialista Sammarinese (PSS) zusammen und regierte San Marino vom 17. Juli 1978 bis zum 4. Juli 1983. Der PCS stellte vier, die beiden anderen Parteien je 3 Minister.
Die Koalition aus Partito Democratico Cristiano Sammarinese (PDCS) und Partito Socialista Sammarinese (PSS) zerbrach, als im November 1977 die PSS-Minister ihren Rücktritt einreichten. In den folgenden Monaten scheiterten die Versuche eine neue Regierung zu bilden, was letztendlich zu vorgezogenen Parlamentswahlen am 28. Mai 1978 führte. Daraufhin bildete sich ein Bündnis aus PCS, PSU und PSS, welches das Land bis 1986 regierte. Im Jahr 1981 wurde die Democrazia Socialista (DS) in die Regierung aufgenommen. Dafür wurde ein elftes Ressort geschaffen.

## Liste der Minister
Die san-marinesische Verfassung kennt keinen Regierungschef, im diplomatischen Protokoll nimmt der Außenminister die Rolle des Regierungschefs ein.
| Amt                  | Minister             | Partei | Amtszeit                          |
| -------------------- | -------------------- | ------ | --------------------------------- |
| Auswärtiges          | Giordano Bruno Reffi | PSS    | 17. Juli 1978 – 4. Juli 1983      |
| Inneres              | Alvaro Selva         | PCS    | 17. Juli 1978 – 4. Juli 1983      |
| Finanzen             | Emilio Della Balda   | PSU    | 17. Juli 1978 – 4. Juli 1983      |
| Öffentliche Arbeiten | Giuseppe Della Balda | PSS    | 17. Juli 1978 – 4. Juli 1983      |
| Bildung              | Fausta Morganti      | PCS    | 17. Juli 1978 – 4. Juli 1983      |
| Gesundheit           | Adalmiro Bartolini   | PCS    | 17. Juli 1978 – 4. Juli 1983      |
| Industrie            | Umberto Barulli      | PCS    | 17. Juli 1978 – 4. Juli 1983      |
| Tourismus            | Libero Barulli       | PSU    | 17. Juli 1978 – 16. Mai 1981      |
| Tourismus            | Giancarlo Berardi    | PSU    | 16. Mai 1981 – 4. Juli 1983       |
| Arbeit               | Pier Paolo Gasperoni | PSU    | 17. Juli 1978 – 4. Juli 1983      |
| Landwirtschaft       | Antonio L. Volpinari | PSS    | 17. Juli 1978 – 4. Juli 1983      |
| Öffentlicher Dienst  | Simone Rossini       | DS     | 29. September 1981 – 4. Juli 1983 |

### Bemerkungen
1. ↑  Segretario di Stato per gli Affari Esteri e Politici e l’Informazione
2. ↑  Segretario di Stato per gli Affari Interni e i Rapporti con le Giunte di Castello
3. ↑  Segretario di Stato per le Finanze, il Bilancio e la Programmazione
4. ↑  Deputato per il Lavori Pubblici, le Communicazioni e i Trasporti
5. ↑  Deputato per la Pubblica Istruzione, la Cultura e la Giustizia
6. ↑  Deputato per la la Sicurezza Sociale, l’Igiene e Sanità e la Previdenza
7. ↑  Deputato per l’Industria e l’Artigianato
8. ↑  Deputato per il Turismo, lo Sport e lo Spettacolo
9. ↑  Deputato per il Lavoro
10. ↑  Deputato per l’Agricultura e il Commercio
11. ↑  Deputato per la Funzione Pubblica

## Veränderungen
- Tourismusminister Libero Barulli wurde am 16. Mai 1981 durch Giancarlo Berardi, ebenfalls PSU, ersetzt.
- Am 29. September wurde die DS in die Regierung aufgenommen und erhielt ein neu geschaffenes Ressort. Dazu wurde aus dem Innenministerium die Zuständigkeit für die Mitarbeiter des öffentlichen Dienstes ausgegliedert.